# Вжесьнёвский повет
Вжесьнёвский повет (пол. Powiat wrzesiński) — повет (район) в Польше, входит как административная единица в Великопольское воеводство. Центр повета — город Вжесня. Занимает площадь 704,19 км². Население — 77 361 человек (на 31 декабря 2017 года).

## Административное деление
- города: Милослав, Некля, Пыздры, Вжесня
- городско-сельские гмины: Гмина Милослав, Гмина Некля, Гмина Пыздры, Гмина Вжесня
- сельские гмины: Гмина Колачково

## Демография
Население повета дано на 31 декабря 2017 года.
| Перепись            | Всего | Мужчины | Женщины |
| ------------------- | ----- | ------- | ------- |
| Всего               | 77361 | 37809   | 39552   |
| Городское население | 40751 | 19520   | 21231   |
| Сельское население  | 36610 | 18289   | 18321   |

По данным на 31 декабря 2019 года население повята — 77 944 человек.

## Галерея

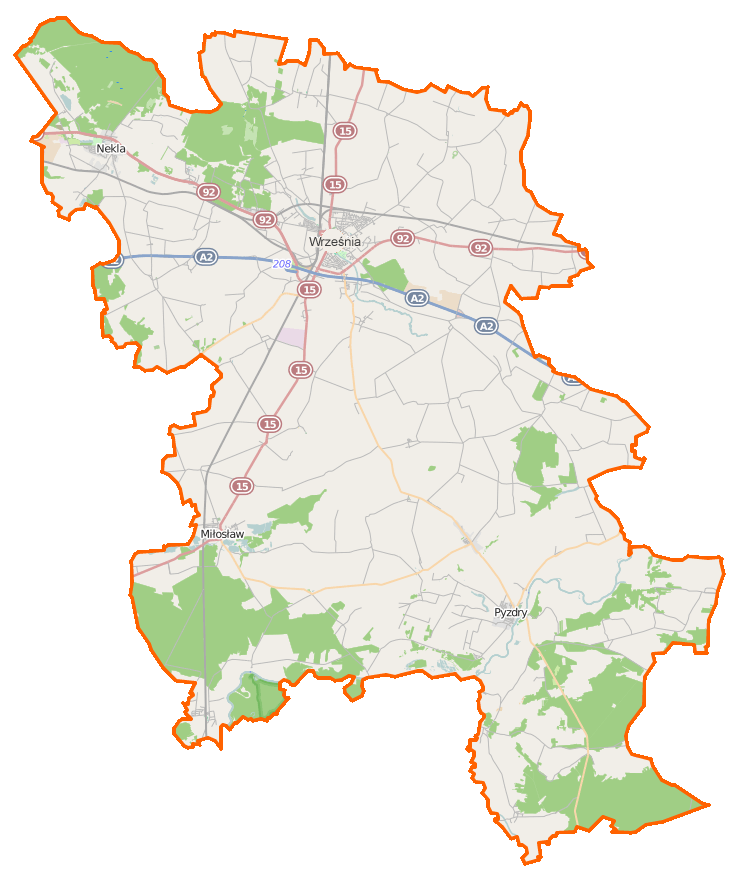
Карта повета
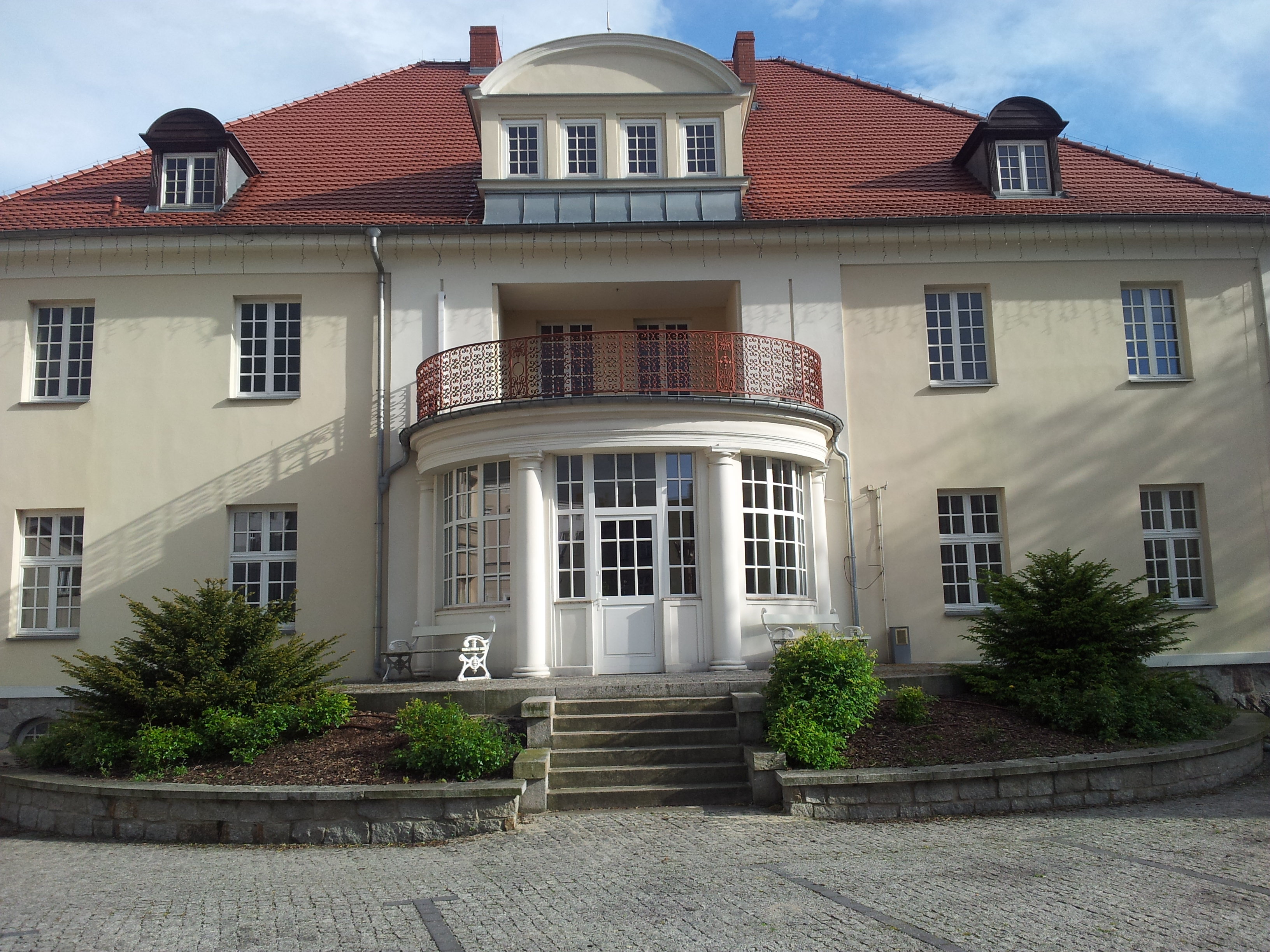
Здание районной администрации (староства)
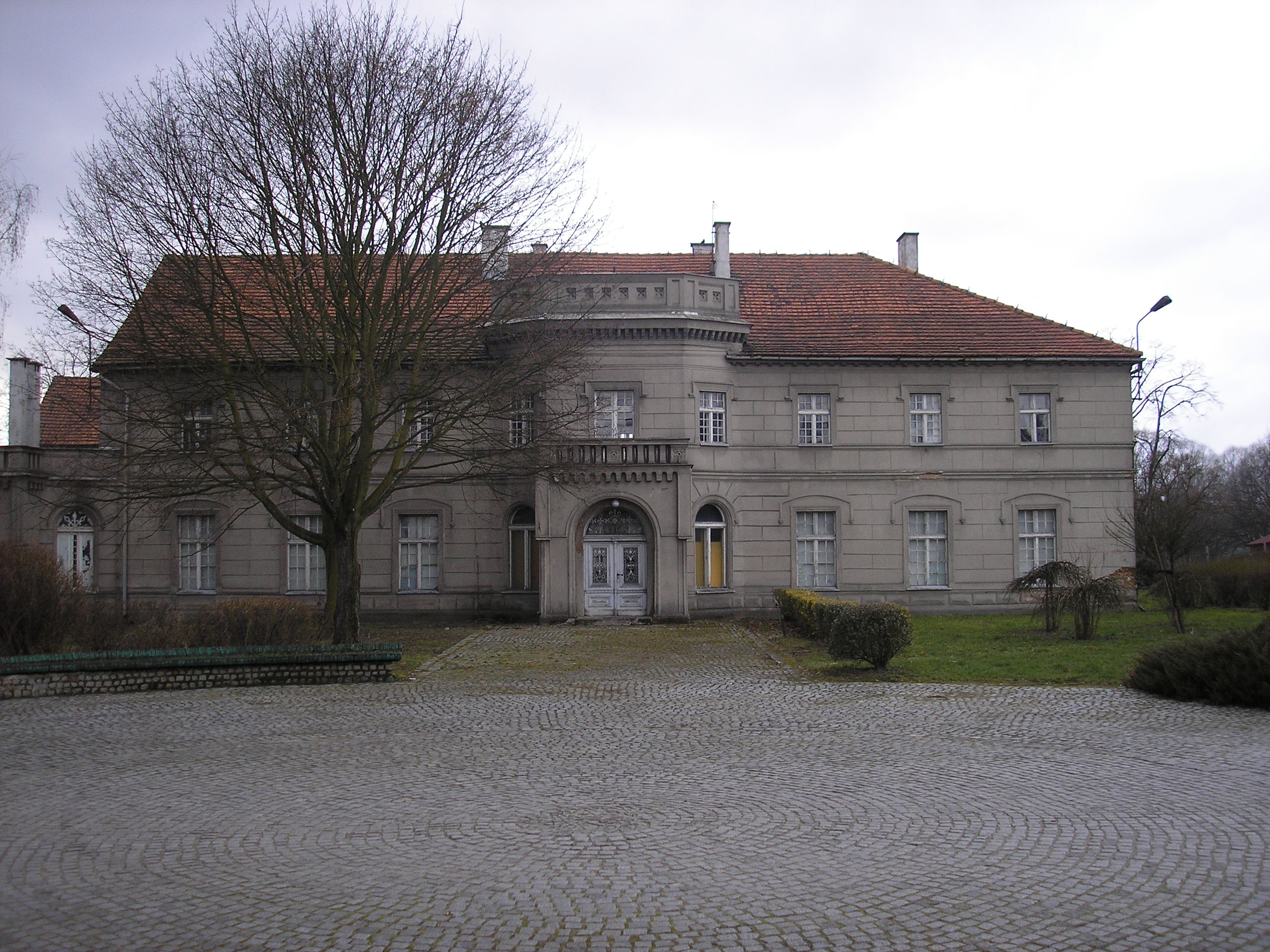
Вжесьнёвский дворец